# Lingue ienisseiane
Le lingue ienisseiane sono una famiglia linguistica di lingue parlate nella Siberia centrale, nella regione del fiume Enisej (talora italianizzato in Ienissei). Si tratta di una famiglia che corre fortemente il rischio d'estinzione, infatti solo una lingua (il Ket) risulta parlata da un piccolo gruppo di persone (190 persone secondo Ethnologue) mentre le altre sono estinte o sul punto d'estinguersi.

## Classificazione
La famiglia conta solo due lingue ancora parlate (forse solo una), mentre quelle più meridionali si sono estinte:
[tra parentesi quadre il codice di classificazione internazionale linguistico]
- Lingue ienisseiane
  - Lingue ienisseiane settentrionali
    - Lingua ket [ket]
    - Lingua yugh [yuu] (probabilmente estinta)[3]

  - Lingue ienisseiane meridionali
    - Ramo Kott–Assan (separatesi verso il 1200 d.C.)
      - Kott † (estinta verso la metà del XIX secolo)
      - Assan † (estinta nel XIX secolo)

    - Ramo Arin–Pumpokol (separatesi verso il 550 d.C.)
      - Arin † (estinta nel XIX secolo)
      - Pumpokol † (estinta verso il 1750)

Le quattro ultime sono conosciute solo per scritti antichi, in particolare quelli del linguista finlandese Matthias Alexander Castrén che, con Julius Klaproth ha stabilito la parentela di queste lingue.
Di altre lingue (buklin, bajkot, jarin, jastin, Aškyštym e Kojbalkyštym) che possono essere identificate come lingue appartenenti alla famiglia ienisseica, dall'esame di elenchi compilati dagli esattori zaristi delle tasse sulle pellicce, nel XVII secolo, non è rimasta altra traccia che il nome.

## Vocabolario

### Numerali
La tavola seguente esemplifica i numerali delle lingue ienisseiane ed alcuni tentativi di ricostruzione della proto-forma:
| Gloss | Lingue e dialetti ienisseiani | Lingue e dialetti ienisseiani | Lingue e dialetti ienisseiani | Lingue e dialetti ienisseiani | Lingue e dialetti ienisseiani | Lingue e dialetti ienisseiani | Ricostruzioni disponibili   |
| Gloss | Ramo settentrionale           | Ramo settentrionale           | Ramo meridionale              | Ramo meridionale              | Ramo meridionale              | Ramo meridionale              | Ricostruzioni disponibili   |
| Gloss | Dialetti del Ket              | Yugh                          | Kott-Assan                    | Kott-Assan                    | Arin-Pumpokol                 | Arin-Pumpokol                 | Ricostruzioni disponibili   |
| Gloss | SK                            | Yugh                          | Kott                          | Assan                         | Arin                          | Pumpokol                      | Starostin                   |
| ----- | ----------------------------- | ----------------------------- | ----------------------------- | ----------------------------- | ----------------------------- | ----------------------------- | --------------------------- |
| 1     | qūˑs                          | χūs                           | huːtʃa                        | hutʃa                         | qusej                         | xuta                          | *xu-sa                      |
| 2     | ɯ̄ˑn                           | ɯ̄n                            | iːna                          | ina                           | kina                          | hinɛaŋ                        | *xɨna                       |
| 3     | dɔˀŋ                          | dɔˀŋ                          | toːŋa                         | taŋa                          | tʲoŋa ~ tʲuːŋa                | dóŋa                          | *doʔŋa                      |
| 4     | sīˑk                          | sīk                           | tʃeɡa ~ ʃeːɡa                 | ʃeɡa                          | tʃaɡa                         | ziang                         | *si-                        |
| 5     | qāˑk                          | χāk                           | keɡa ~ χeːɡa                  | keɡa                          | qala                          | hejlaŋ                        | *qä-                        |
| 6     | aˀ ~ à                        | àː                            | χelutʃa                       | ɡejlutʃa                      | ɨɡa                           | aɡɡɛaŋ                        | *ʔaẋV                       |
| 7     | ɔˀŋ                           | ɔˀŋ                           | χelina                        | ɡejlina                       | ɨnʲa                          | onʲaŋ                         | *ʔoʔn-                      |
| 10    | qɔ̄ˑ                           | χɔ̄                            | haːɡa ~ haɡa                  | xaha                          | qau ~ hioɡa                   | hajaŋ                         | *ẋɔGa                       |
| 20    | ɛˀk                           | ɛˀk                           | iːntʰukŋ                      | inkukn                        | kinthjuŋ                      | hédiang                       | *ʔeʔk ~ xeʔk                |
| 100   | kiˀ                           | kiˀ                           | ujaːx                         | jus                           | jus                           | útamssa                       | *kiʔ ~ ɡiʔ / *ʔalVs-(tamsV) |

### Superfamiglia dene-ienisseiana
Nel 2008, Edward Vajda della Western Washington University ha presentato prove, basate su di una metodologia rigorosa, a favore di una relazione genealogica tra la famiglia delle lingue ienisseiane della Siberia e le lingue na-dene del Nord America. L'ipotesi di Vajda ha favorevolmente impressionato parecchi esperti di lingue na-dene e ienisseiane, incluso Michael Krauss, Jeff Leer, James Kari e Heinrich Werner, come pure un buon numero di linguisti molto noti, come Bernard Comrie, Johanna Nichols, Victor Golla, Michael Fortescue ed Eric Hamp. per cui oggigiorno è abbastanza accettata l'idea che le due famiglie debbano essere considerati due rami di un'unica super-famiglia di lingue dene-ienisseiane.